# تولاي هارون
تولاي هارون (1 ديسمبر 1967 -)، ممثلة سورية.

## عن حياتها
ولدت في مدينة اللاذقية، انضمت إلى نقابة الفنانين عام 1994 ومثلت في عدة مسلسلات مثل الخشخاش والقلوب الدافئة وجواهر وضيعة ضايعة، وهي شقيقة الفنانة دينا هارون.

## من أعمالها

### في المسرح
شاركت خلال مسيرتها الفنية بالعديد من العروض المسرحية

### في السينما
- ليالي ابن آوى (1989)
- العريضة فيلم قصير (2004)
- دمشق تتكلم (2008)
- خلف الأسوار فيلم قصير (2009)
- لكل ليلاه فيلم قصير (2009)

### في التلفزيون
- النخوة (1989)
- الخشخاش (1991)
- كان يا ما كان (1992)
- غدر الزمان (1993)
- جواهر 1 (1994)
- الربيع المسافر (1994)
- الحصاد المر (1995)
- الحيتان (1995)
- اللحظة الأخيرة (1996)
- خيمة على الطريق  (1996)
- كنا أصدقاء  (1996)
- الجذور السوداء (1997)
- عيلة أكابر (1998)
- جواهر 2  (1998)
- جواهر 3  (2000)
- اللوحة السوداء (2001)
- سر الكنز (2001)
- تمر حنة (2001)
- البادية السورية (2001)
- درب الخطايا (2001)
- شرقيات (2003)
- حكايا من ظرفاء ولكن (2003)
- الهروب إلى القمة (2003)
- التائه (2004)
- أهل المدينة (2004)
- طيور الشوك (2004)
- قتل الربيع (2004)
- الصمت (2004)
- نوادر وحكايا (2005)
- أشواك ناعمة (2005)
- وشاء الهوى (2006)
- الأستاذ (2006)
- على حافة الهاوية (2007)
- ممرات ضيقة (2007)
- حوش العيلة (2007)
- ملامح بشر (2008)
- غفلة الأيام (2008)
- ليس سرابا (2008)
- ضيعة ضايعة 1 (2008)
- سعدون العواجي (2008)
- خبر عاجل (2008)
- مواسم الخطر (2008)
- بهلول أعقل المجانين 2 (2008)
- ابن قزمان (2008)
- بهلول أعقل المجانين 3 (2009)
- طريق النحل (2009)
- شوك الصحاري (2009)
- قلوب صغيرة (2009)
- ضيعة ضايعة 2 (2010)
- السيدة (2010)
- حضارة العرب (2010)
- البقعة السوداء (2010)
- حارة الياقوت (2010)
- هي دنيتنا (2010)
- زلزال (2010)
- العقاب (2010)
- بعدك طيب (2010)
- أيام الدراسة 1 (2011)
- في حضرة الغياب (2011)
- كشف الاقنعة (2011)
- دورة الزمن (2011)
- تعب المشوار (2011)
- المصابيح الزرق (2012)
- الشبيهة (2012)
- أيام الدراسة 2 (2012)
- سوبر فاميلي (2013)
- صرخة روح (2013)
- انتبهلي (2013)
- طاحون الشر 2 (2013)
- بواب الريح (2014)
- طوق البنات 1 (2014)
- غيوم عائلية (2014)
- في ظروف غامضة (2015)
- وعدتني يا رفيقي  (2015)
- حارة المشرقة (2015)
- طوق البنات 2 (2015)
- بقعة ضوء 11 (2015)
- أهلين جارتنا (2015)
- العيلة (2015)
- خان (مسلسل) (2016)
- دومينو (2016)
- نحن لها (2016)
- طوق البنات 3 (2016)
- شباب ستار (2017)
- جنان نسوان (2017)
- سنة أولى زواج (2017)
- حارة خارج التغطية (2017)
- بقعة ضوء 13 (2017)
- أزمة عائلية (2017)
- عندما تشيخ الذئاب (2019)

## روابط خارجية
- تولاي هارون على موقع قاعدة بيانات الأفلام العربية